# Нижне-Кубенский
Нижне-Кубенский — посёлок в Харовском районе Вологодской области.
Входит в состав Кубенского сельского поселения, с точки зрения административно-территориального деления — в Кубинский сельсовет.
Расстояние до районного центра Харовска по автодороге — 22 км, до центра муниципального образования Сорожина по прямой — 11 км. Ближайшие населённые пункты — Деревенька, Долгобородово, Афониха, Пановское, Шенурово, Бычиха, Якушево.

## История
В 1966 г. указом президиума ВС РСФСР поселок Уфтюгского леспромхоза переименован в Нижне-Кубенский.

## Население
| 2010 |
| ---- |
| 248  |